# Mycoplasma bovigenitalium
Mycoplasma bovigenitalium è una specie di batterio appartenente alla famiglia delle Mycoplasmataceae.